# Vulcanismo en Ío

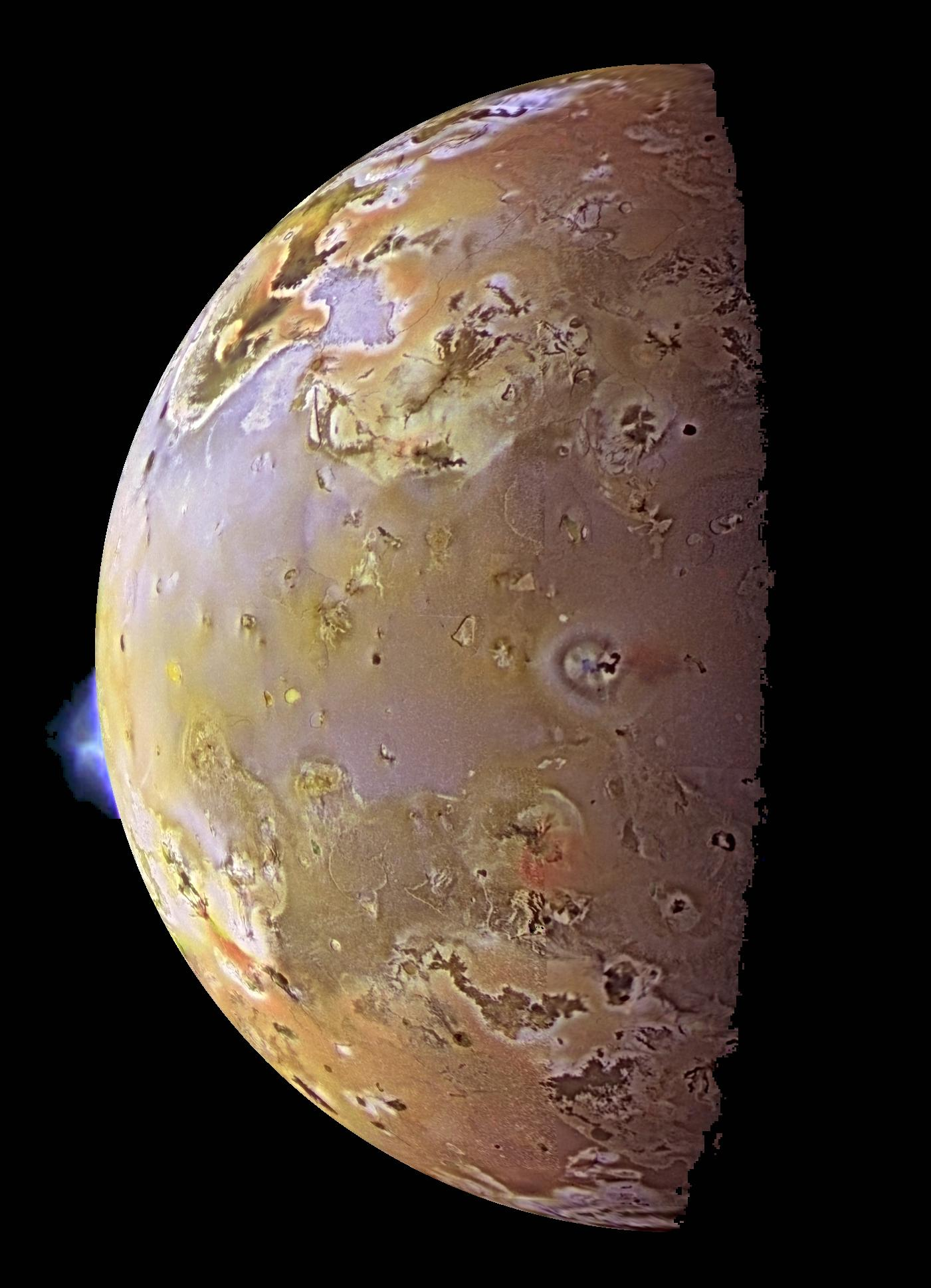
El satélite Ío, con dos plumas en erupción en su superficie

La actividad volcánica en Ío o vulcanismo en Ío, uno de los satélites de Júpiter, produce ríos de lava, pozos volcánicos y plumas de azufre y dióxido de azufre que son lanzadas a cientos de kilómetros de altura. Esta actividad volcánica fue descubierta en 1979, por los científicos encargados de analizar las imágenes de la sonda Voyager 1. La observación de Ío mediante las misiones espaciales del Programa Voyager, Galileo, Cassini y New Horizons, junto con los distintos observatorios astronómicos terrestres, revelaron más de 150 volcanes activos, aunque se supone la existencia de más de 400 volcanes en total en este satélite. La actividad volcánica de Ío hace de este satélite uno de los cuatro objetos celestes volcánicamente activos que se conocen en nuestro sistema solar, junto con la Tierra, Encélado (satélite de Saturno) y Tritón (satélite de Neptuno).
La fuente de calor de Ío proviene del efecto conocido como calentamiento por marea. La variación de la fuerza de atracción de Júpiter debida a la excentricidad de la órbita de Ío y a la rotación sobre su propio eje generan intensas fricciones en el interior del satélite. Este efecto fue predicho poco tiempo antes del sobrevuelo de la Voyager 1. El calentamiento, producto de la fuerza de marea, se disipa a través de su corteza, y difiere del calor geotérmico interno que posee la Tierra, que proviene del decaimiento radiactivo. La ligera diferencia en la atracción gravitatoria de Júpiter hace que Ío sufra un abultamiento debido a la fuerza de marea que varía al pasar del punto más cercano al más lejano de su órbita. Esta variación que modifica la forma de Ío causa el calentamiento interno por fricción. Sin este calentamiento de marea, Ío sería similar a la Luna de la Tierra, geológicamente muerto y cubierto de cráteres por los impactos de asteroides, ya que son cuerpos de tamaño y masa similares.
La actividad volcánica de Ío ha producido la formación de cientos de centros volcánicos y extensas formaciones de lava, haciendo de este satélite el cuerpo celeste volcánicamente más activo del sistema solar. Existen tres tipos diferentes de erupciones volcánicas identificadas, difiriendo en duración, intensidad, radio de efusión, y en si la erupción se produce dentro de una «fosa volcánica», en cuyo caso este tipo particular de formación se denomina patera. La lava, compuesta principalmente por basalto, fluye en Ío por decenas o inclusive cientos de kilómetros, y es similar a la de los escudos volcánicos de nuestro planeta, tales como el Kīlauea en Hawái. Si bien la mayor parte de la lava de Ío es basáltica, también se han detectado algunos flujos compuestos por azufre y dióxido de azufre. Además, las temperaturas de algunas erupciones han alcanzado los 1600 K (1327 °C), lo que indica que se trata de erupciones de lava de silicato ultramáficas, a muy alta temperatura.
Como resultado de la presencia de cantidades significativas de materiales sulfurosos en la superficie de Ío, algunas erupciones expulsan al espacio azufre, dióxido de azufre y material piroclástico a más de 500 km, produciendo enormes plumas volcánicas en forma de paraguas. Estos materiales tiñen los alrededores de la erupción de un color rojizo, negro y blanco, y proporcionan material para la irregular atmósfera de Ío y la gigantesca magnetosfera de Júpiter. Las naves espaciales que a partir del año 1979 han fotografiado a Ío, han detectado numerosos cambios en su superficie como resultado de su actividad volcánica.

## Descubrimiento

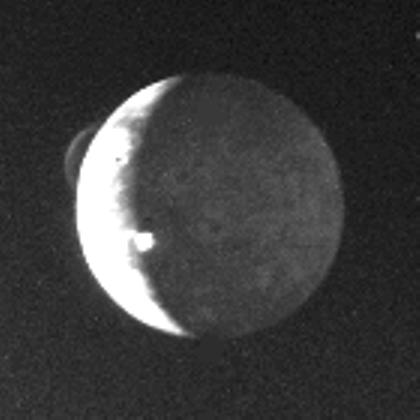
Imagen del descubrimiento de la actividad volcánica en Ío, tomada en 1979

Antes de que la sonda Voyager 1 pasara sobre Ío el 5 de marzo de 1979, se creía que era un satélite geológicamente muerto como la Luna terrestre. El descubrimiento de una nube de sodio que rodeaba a Ío condujo a la teoría de que podría estar cubierto por evaporitas. Esta y otras conclusiones provenían de las observaciones infrarrojas realizadas desde los observatorios terrestres en la década de 1970.
Aprovechando que Ío pasaba justo bajo la sombra de Júpiter se realizaron observaciones infrarrojas con una longitud de onda de 10 μm, descubriéndose que Ío posee un flujo térmico anormalmente alto en comparación con los otros satélites galileanos. Por aquel entonces, este fenómeno fue atribuido a una inercia térmica superior a la de Europa y Ganimedes, pero posteriormente estas conclusiones fueron descartadas cuando se realizaron mediciones con una longitud de onda de 20 μm, las cuales sugerían que Ío tenía una superficie con propiedades similares a las de los otros satélites galileanos. Desde entonces se ha determinado que la gran radiación térmica que Ío emite en longitudes de onda cortas se debe a la combinación de su actividad volcánica y del calentamiento solar en la superficie del satélite, mientras que en longitudes de onda largas este calentamiento debido al Sol contribuye en mayor medida que la actividad volcánica en la radiación emitida.
El 20 de febrero de 1978 fue detectado un fuerte incremento en el flujo térmico a una longitud de onda de 5 μm sobre la superficie de Ío. Una de las posibles explicaciones que consideraron los científicos que lo descubrieron fue que podría tratarse de una fuerte actividad volcánica, en cuyo caso los datos se ajustaban para un área de unos 8000 km² sobre la superficie de Ío, con una temperatura de 600 K (327 °C). Sin embargo, los autores consideraron que esta hipótesis era poco probable, y en su lugar se centraron en la idea de que las emisiones de Ío provenían de su interacción con la magnetosfera de Júpiter.
Poco tiempo antes de que la Voyager 1 se encontrase con Ío, Stan Peale, Patrick Cassen y R. T. Reynolds publicaron un artículo en la revista Science prediciendo una superficie modificada por la actividad volcánica y un interior con capas diferenciadas, en lugar del interior homogéneo que se creía por entonces. Los científicos realizaron su modelo del interior de Ío teniendo en cuenta la enorme cantidad de calor producido por los efectos de marea que Júpiter produce sobre Ío debido a la órbita ligeramente excéntrica del satélite. Sus cálculos sugirieron que la cantidad de calor generado por un modelo de Ío con un interior homogéneo sería tres veces superior a la cantidad de calor producido solamente por el decaimiento radiactivo, y que este efecto sería aún mayor si el interior de Ío estuviese formado por capas diferenciadas.

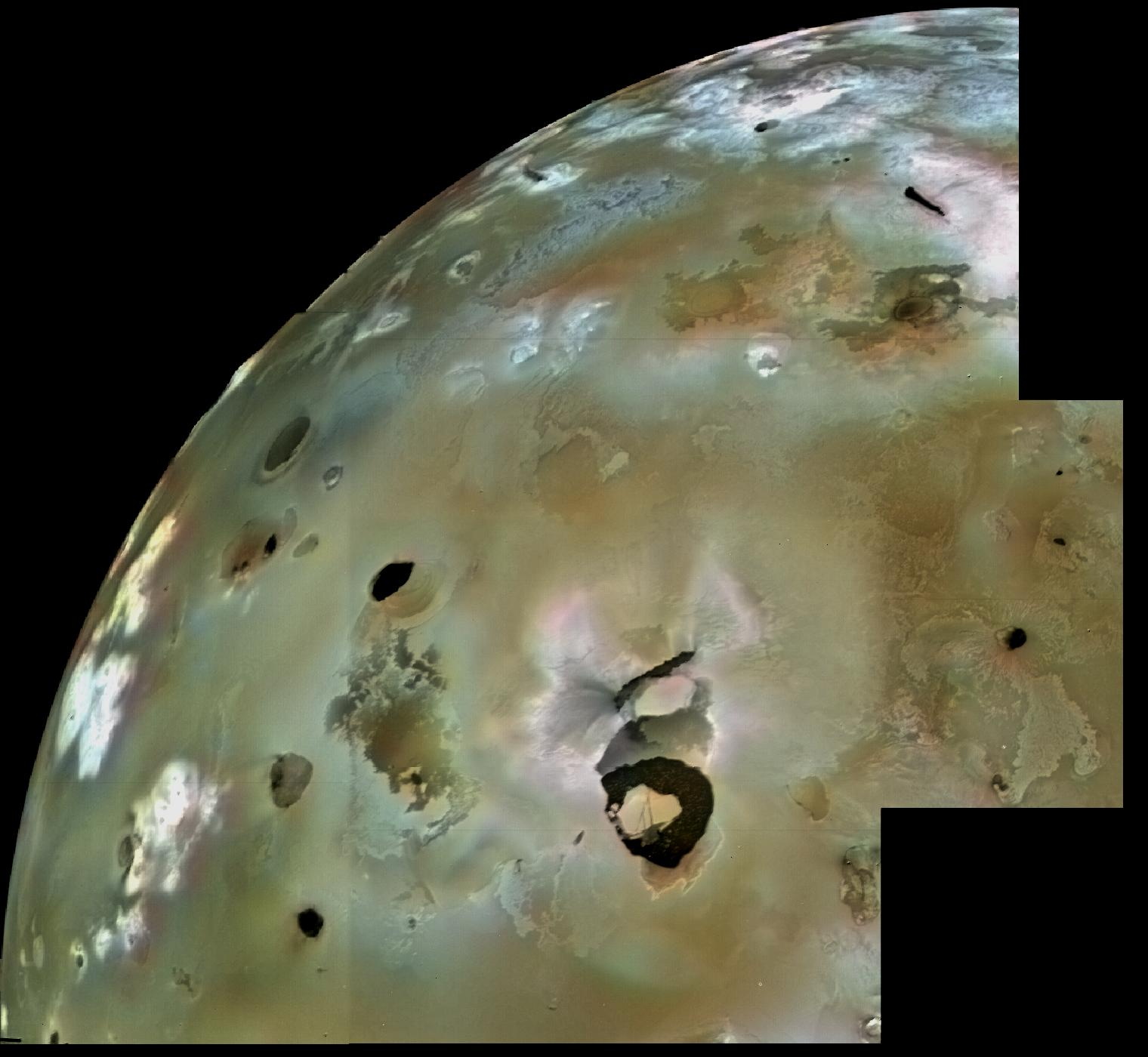
Imagen de Loki Patera capturada por la Voyager 1, donde se observan varios flujos de lava y otros pozos volcánicos cercanos

Las primeras imágenes de la superficie de Ío tomadas por la Voyager 1 revelaron la ausencia de cráteres causados por el impacto de cuerpos menores, lo cual sugiere que su superficie es muy reciente y ha sido renovada. Los cráteres de impacto son comúnmente utilizados por los geólogos para determinar la edad de la superficie de los cuerpos rocosos del sistema solar; a mayor cantidad de cráteres le corresponde generalmente una mayor antigüedad. En su lugar, la Voyager 1 fotografió una superficie multicolor, repleta de manchas con depresiones de formas irregulares, pero que carecían de los típicos bordes elevados producidos por los cráteres de impacto. La sonda también observó rasgos característicos de flujos formados por líquidos de muy baja viscosidad, así como grandes montañas aisladas que no se asemejan a los volcanes terrestres. Las fotografías de Ío sugerían que, tal y como predijeron Peale et al., su superficie fue intensamente modificada debido a la actividad volcánica.
El 8 de marzo de 1979, tres días después de sobrevolar Júpiter, la Voyager 1 tomó imágenes de los satélites de Júpiter para ayudar a los controladores de la misión a determinar la ubicación exacta de la nave espacial, un proceso llamado «navegación óptica». Mientras procesaban las imágenes de Ío para mejorar la visibilidad del fondo de estrellas, la ingeniera de navegación Linda A. Morabito detectó una emanación de unos 300 km de altura proyectándose desde su superficie. Al principio, la científica supuso que aquella nube se trataba de un satélite situado detrás de Ío, aunque se sabía que no podía haber ningún cuerpo de ese tamaño en las inmediaciones de ese sector del espacio. Posteriormente se determinó que aquella nebulosidad era una pluma generada por una erupción volcánica en una oscura depresión, volcán que posteriormente se denominó Pele. A partir de este descubrimiento se descubrieron siete plumas más en las primeras imágenes obtenidas por la sonda. También se detectaron distintas fuentes de emisión térmica, producto de ríos de lava en proceso de enfriamiento. Cuatro meses después, la nave espacial Voyager 2 tomó nuevas fotografías de la superficie de Ío que, al compararlas con las primeras imágenes de la Voyager 1, revelaron notables cambios sobre su superficie, incluyendo nuevos depósitos de material en Aten Patera y en el volcán Surt.

## Fuente de calor
La fuente principal de calor interno de Ío proviene de la aceleración de marea que sufre a causa de la enorme atracción gravitacional que ejerce Júpiter. Esta fuente de calor difiere de la fuente de calor interna de la actividad volcánica terrestre, que es producto del decaimiento radiactivo de los isótopos y del calor residual provocado por el acrecimiento que sufrió el planeta. Estas fuentes de calor son las que en la Tierra causan convección en el manto terrestre, la cual produce periódicamente erupciones volcánicas a lo largo de las fallas situadas en los límites de las distintas placas tectónicas.
El calentamiento de marea de Ío depende de la distancia entre éste y Júpiter, de la excentricidad de su órbita, de su composición interna y de sus características físicas. Además, la denominada resonancia de Laplace, que provoca que los satélites galileanos posean una relación simple entre sus períodos orbitales, mantiene la excentricidad de la órbita de Ío (previene que su órbita se torne circular). La excentricidad de su órbita produce que las mareas originen diferencias en el abultamiento de hasta 100 m, ya que la atracción gravitatoria a la que está sometido varía levemente entre el apoapsis (punto de su órbita más alejado de Júpiter) y el periapsis (más cercano) de su órbita. Esta variación en la atracción de marea produce la suficiente fricción en el interior de Ío como para causar un calentamiento e incluso un derretimiento significativo.
A diferencia de la Tierra, donde la mayor parte del calor interno es disipado a través de la corteza terrestre, en Ío el calor interno es liberado a través de grietas en su corteza produciendo una gran actividad volcánica y generando así enormes emanaciones térmicas, con una emisión global de calor del orden de entre 0.6 y 1.6 × 1014 W. Los modelos de su órbita sugieren que la cantidad de calentamiento de marea producido en el interior de Ío va cambiando con el tiempo, y que el flujo de calor actual no es representativo del promedio a largo plazo. Las emanaciones de calor observadas provenientes del interior de Ío son mayores que las estimaciones del producido por calentamiento de marea, lo que sugiere que Ío se está enfriando después de haber atravesado un período de actividad intensa.

## Composición

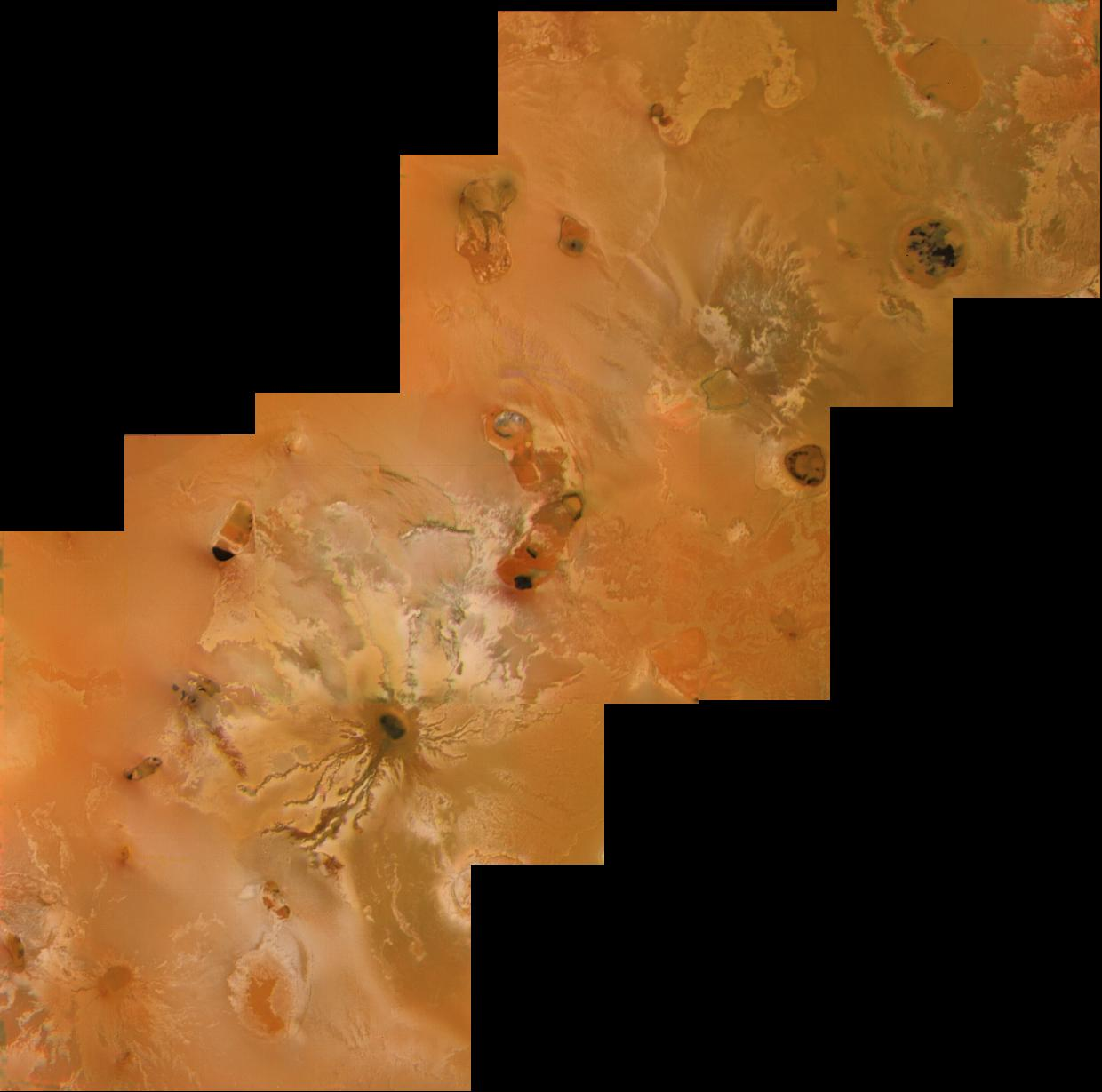
Imagen de la Voyager 1 donde se ven fosas volcánicas y ríos de lava en las cercanías de Ra Patera

El análisis posterior de las imágenes tomadas por las dos misiones Voyager permitió a los científicos suponer que la lava que mana en Ío está compuesta principalmente por varias formas elementales de alótropos de azufre fundidos. Se encontró que la coloración de la lava era similar a la de algunos alótropos conocidos. Las diferencias en el color y brillo de la lava son función de la temperatura del azufre poliatómico y de las uniones entre sus átomos. Los análisis de los flujos que emanan de Ra Patera revelaron materiales de diferentes colores en función de la distancia al orificio, todos asociados con azufre líquido: los materiales más cercanos al centro de la erupción están formados por materiales oscuros (con albedos muy bajos), y presentan temperaturas cercanas a los 525 K (252 °C); a medida que aumenta la distancia los materiales se tornan de un color rojizo, con temperaturas algo menores, en torno a 450 K (177 °C); y los materiales más alejados del punto de emanación poseen un color anaranjado a 425 K (152 °C). Este patrón de colores corresponde al flujo de lava radial originado a partir del orificio de la patera, que se va enfriando a medida que se desplaza.
Por otra parte, los datos de la radiación térmica tomados durante las emisiones de Loki Patera por la Voyager 1 (en particular, por un instrumento acoplado denominado infrared interferometer spectrometer and radiometer, o IRIS por sus siglas) revelaron que la temperatura obtenida era consistente con el vulcanismo sulfúrico. Sin embargo, el IRIS no era capaz de detectar longitudes de onda correspondientes a temperaturas más elevadas, lo que se traduce en que las temperaturas debidas al vulcanismo de silicatos no fueron descubiertas por la primera misión Voyager. A pesar de esto, los científicos del programa Voyager dedujeron que el silicato debería desempeñar un rol importante en la joven apariencia de la superficie de Ío, debido a la elevada densidad del satélite y a las empinadas laderas formadas a lo largo de las paredes de la patera, las cuales solo podían ser explicadas por la presencia de silicatos. La comunidad científica se vio involucrada en un debate en torno a la composición de la lava de Ío, sobre si ésta contenía silicatos o solamente materiales sulfurosos, ya que las evidencias estructurales apuntaban hacia una dirección y las evidencias espectroscópicas y térmicas a otra distinta.
Los estudios de radiación infrarroja realizados desde la Tierra en las décadas de 1980 y 1990 cambiaron el paradigma de un vulcanismo donde el azufre era predominante a uno donde el vulcanismo de silicato pasa a ser el principal, y el azufre toma menor importancia. En 1986, unas mediciones sobre una erupción detectada sobre el hemisferio frontal de Ío revelaron temperaturas de al menos unos 900 K (627 °C), un valor superior al punto de ebullición del azufre a los 715 K  (442 °C), lo cual indica que al menos algunos flujos de la lava de Ío están compuestos íntegramente por silicatos. También se encontraron temperaturas similares al observar la erupción de Surt en 1979 durante las dos misiones Voyager, y la erupción observada por Witteborn et al. en 1978. Además, los modelos de los flujos de lava de silicato en Ío sugieren que se enfriaron muy rápidamente, causando que su emisión térmica esté dominada por los componentes de bajas temperaturas, como los flujos solidificados, en oposición a las pequeñas áreas cubiertas todavía por lava fundida con temperaturas cercanas a la de la erupción.

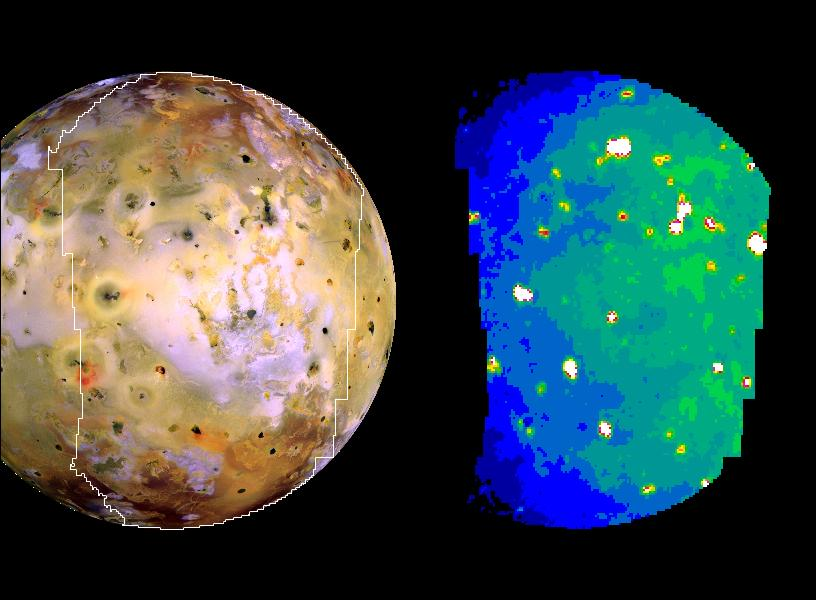
Mapa de la emisión térmica de Ío por la sonda Galileo.

En las décadas de 1990 y 2000, la sonda Galileo realizó distintas mediciones de la temperatura sobre los numerosos focos de radiación térmica de Ío y del espectro de los materiales oscuros de Ío, medidas que confirmaron la actividad volcánica de silicatos, incluyendo lava basáltica con compuestos máficos y ultramáficos (con abundante magnesio). Las temperaturas obtenidas por el Solid-State Imager (SSI) y por el Near-Infrared Mapping Spectrometer (NIMS), ambos de la sonda Galileo, revelaron la existencia de varios focos térmicos con materiales a altas temperaturas, entre 1200 K (927 °C) y 1600 K (1327 °C), como en el caso de la erupción de Pillan Patera en 1997. Las estimaciones iniciales durante el curso de la misión Galileo sugerían que las temperaturas de las erupciones alcanzaron los 2000 K (1727 °C), pero posteriormente se comprobó que los modelos aplicados fueron incorrectos y que las temperaturas reales fueron sobrestimadas.
Las observaciones espectrales de los materiales oscuros de Ío sugieren la presencia de ortopiroxenos, como la enstatita, un mineral silicáceo rico en magnesio muy frecuente en el basalto máfico y ultramáfico. Estos materiales oscuros suelen encontrarse en los pozos volcánicos, en los flujos de lava fluida, y en los depósitos de rocas piroclásticas situados alrededor de las erupciones volcánicas recientes. La medición de la temperatura de la lava y del análisis de su espectro sugiere que algunos tipos de lava pueden ser similares a la lava komatita terrestre. Otro factor que puede incrementar la temperatura de las erupciones volcánicas es el calentamiento por compresión durante su ascensión a la superficie.
Aunque en la comunidad científica el debate entre el azufre y el silicato persistió entre las misiones Voyager y Galileo, el azufre y el gas sulfúrico no dejan de desempeñar un papel importante en los fenómenos observados en Ío. En las plumas generadas por los volcanes se han detectado ambos materiales, siendo el azufre el principal componente de las plumas de tipo Pele. Se han identificado algunos flujos de considerable brillo en Ío, como por ejemplo en Tsũi Goab Fluctus, Emakong Patera y Balder Patera, los cuales sugieren un intenso vulcanismo de azufre y dióxido de azufre.

## Tipos de erupciones
Las distintas observaciones realizadas sobre Ío, ya sean por las misiones espaciales o desde los observatorios terrestres, han permitido identificar diferentes tipos de erupciones sobre el satélite. Los tres tipos principales de emanaciones volcánicas son las «erupciones intra-patera», las «erupciones de flujo» y las «erupciones explosivas». Estas difieren principalmente en su duración, energía liberada, temperatura (determinada por las imágenes infrarrojas), tipo de lava, o en si la erupción se encuentra confinada dentro de un pozo volcánico.

### Erupciones del tipo intra-patera

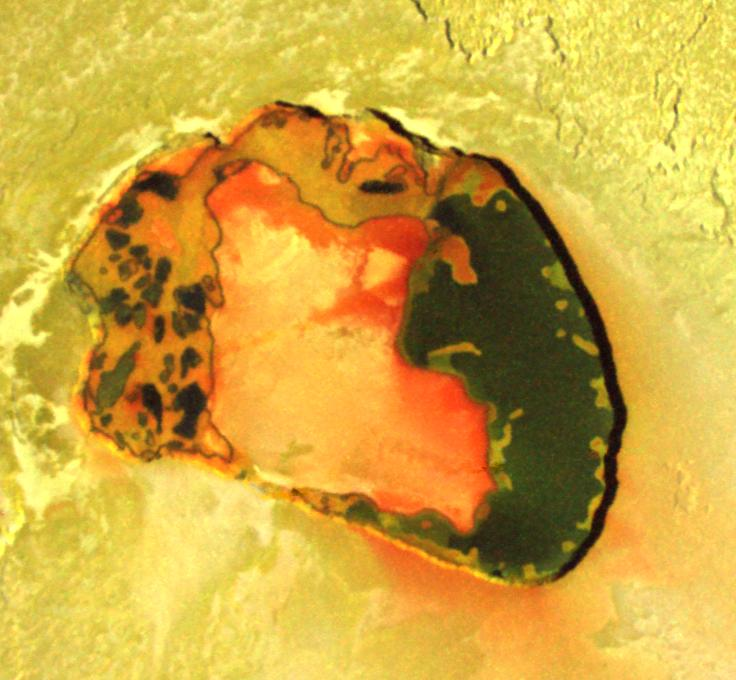
Tupan Patera, un ejemplo de depresión volcánica

Las erupciones del tipo intra-patera ocurren dentro de una depresión volcánica conocida como patera, término latino utilizado por la Unión Astronómica Internacional, la cual generalmente tiene un suelo plano rodeado de paredes verticales. Las pateras se asemejan a las calderas terrestres, pero se desconoce si se forman cuando una cámara vacía de lava colapsa, como sí ocurre con las calderas. Una de las hipótesis sugiere que las pateras se producen cuando sale a superficie una lámina volcánica, haciendo que parte del material de la corteza que ha colapsado sea expulsado y el resto integrado en la lámina fundente. Algunas pateras muestran evidencias de múltiples colapsos, como en la cima de la caldera del Monte Olimpo en Marte o del Kīlauea en la Tierra, lo que sugiere que ocasionalmente pueden formarse de manera similar a las calderas volcánicas. A diferencia de algunas estructuras volcánicas similares de la Tierra y de Marte, por lo general en Ío estas depresiones no se encuentran en la cima de los escudos volcánicos y son mucho más extensas, con diámetros que en promedio rondan los 41 km y profundidades de 1.5 km. La depresión volcánica más grande de Ío es Loki Patera, con 202 km de diámetro. Por otro lado, la morfología y la distribución de muchas de las pateras sugieren que están controladas estructuralmente, estando en buena parte rodeadas por fallas o montañas.

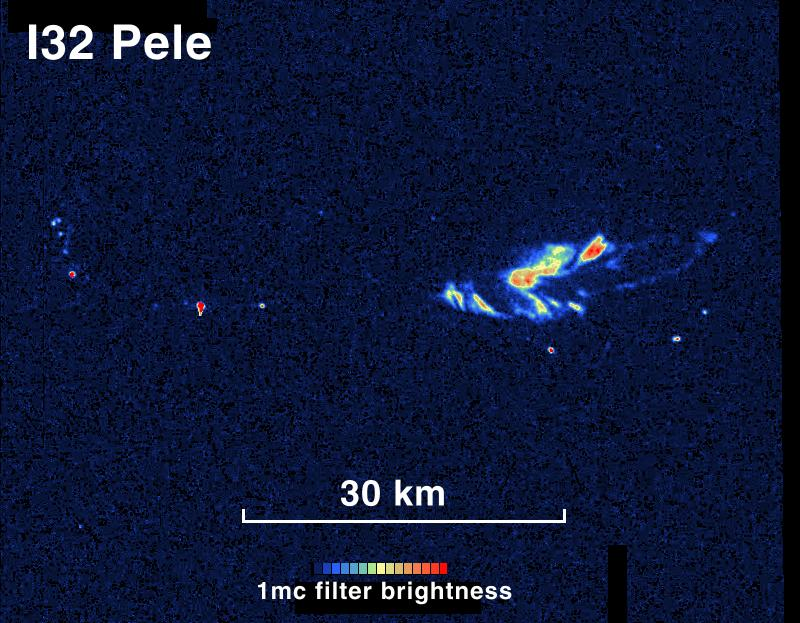
Imagen infrarroja que muestra la emisión térmica nocturna de un lago de lava en Pele Patera

Este tipo de erupción puede tomar dos formas; ya sea un lago de lava, o un río de lava esparcido por la superficie de la patera. 
Resulta complicado diferenciar entre estas dos formaciones, debido a que ambas emiten radiación térmica muy similar si no se dispone de la resolución adecuada, pero fue posible hacerlo en los siete sobrevuelos que la nave Galileo realizó sobre Ío.
Las erupciones del tipo intra-patera, como la erupción de Gish Bar Patera en el año 2001, pueden ser tan voluminosas que la lava puede verse esparciéndose por las llanuras de Ío. También fueron observadas características similares en otras pateras, como Camaxtli Patera, lo que sugiere que los flujos de lava renuevan sus suelos periódicamente.
Los lagos de lava de Ío son depresiones cubiertas parcialmente con lava fundida y con una capa superficial o corteza solidificada muy fina. Estos lagos de lava están directamente conectados con los depósitos de magma que se encuentran debajo. Las observaciones de la radiación térmica de varios de estos lagos de lava revelaron la existencia de rocas fundidas muy brillantes a lo largo del margen de las pateras, causadas por el resquebrajamiento de la corteza del borde de la patera. Con el tiempo, debido a que la lava solidificada es más densa que el magma fundido que se encuentra debajo, la corteza puede volver a hundirse, produciendo un incremento de la emisión térmica del volcán. En algunos lagos de lava, como el que se encuentra en Pele, este fenómeno ocurre de manera frecuente, haciendo de Pele uno de los focos emisores de calor más intensos en el infrarrojo cercano de todo el satélite. En otros lugares, como en Loki Patera, este fenómeno ocurre esporádicamente. Durante uno de estos episodios de hundimiento de la corteza, Loki llega a emitir hasta diez veces más calor que cuando su corteza se encuentra estable. En estos lagos de lava donde los hundimientos suceden de manera menos frecuente, las erupciones provocan una ola de derrumbamiento que se va extendiendo por la corteza a un ritmo de 1 km cada día, hasta que la corteza se renueva por completo. Una vez que la nueva corteza se enfría y aumenta su espesor, comenzará una nueva erupción, repitiéndose el proceso.

### Erupciones de flujo

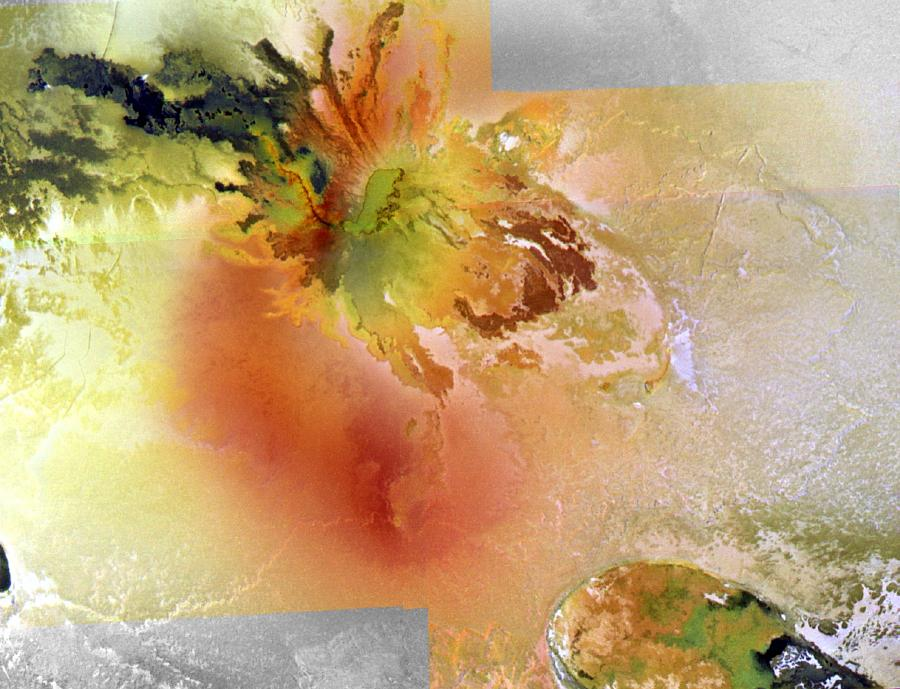
Culann Patera, ejemplo de una erupción de flujo

Las erupciones de flujo son eventos duraderos que producen vastas extensiones de flujos de lava. El gran alcance de este tipo de erupciones hace que la mayor parte de la superficie del satélite esté compuesta por la lava que se expele en ellas. En las erupciones de flujo, el magma emerge a la superficie a través de las aberturas de salida de las pateras, ya se encuentren en su suelo o rodeándolas, o a través de las fisuras volcánicas de las llanuras, produciendo flujos de lava similares a los que se observan en el volcán Kīlauea de Hawái. Las imágenes obtenidas por la nave espacial Galileo revelaron que muchos de los flujos de Ío más prominentes, como los de Prometheus Patera y Amirani Patera, son producidos por brotes de lava que emergen a través de pequeñas grietas situadas sobre flujos de lava anteriores ya solidificados. Las erupciones de flujo se diferencian de las erupciones explosivas principalmente por su longevidad y por una menor liberación de energía por unidad de tiempo. En las erupciones de flujo generalmente la lava es expulsada de forma constante, pudiendo permanecer así durante años o incluso décadas.
Se han observado regiones activas de ríos de lava de más de 300 km de longitud provenientes de las pateras Amirani y Masubi. Lei-Kung Fluctus, una región de lava relativamente inactiva, cubre más de 125 000 km², un área ligeramente mayor que Nicaragua. La nave espacial Galileo no pudo determinar el espesor de estas regiones de lava, pero las grietas sobre su superficie tienen una profundidad estimada de 1 metro. En muchas ocasiones, a través de estas grietas la lava activa brota a la superficie y es expulsada hasta decenas o cientos de kilómetros de distancia de la abertura de salida, pudiendo observarse una pequeña cantidad de emisión térmica entre la ruptura y la expulsión. Esto sugiere que la lava fluye desde la abertura hasta la ruptura a través de tubos de lava.
Si bien las erupciones de flujo tienen generalmente un ritmo constante de erupción, también se han observado grandes brotes de lava en algunos lugares donde este tipo de erupción es predominante. Por ejemplo, el borde principal de la región de lava de Prometheus se desplazó entre 75 y 95 km desde las observaciones realizadas por la Voyager en 1979 hasta la misión Galileo en 1996. Aunque este tipo de erupciones parecen ser eclipsadas por las erupciones explosivas, la tasa promedio de flujo de este tipo de erupciones es mucho mayor que la observada en erupciones terrestres. Por ejemplo, durante la misión Galileo se observó que los flujos provenientes de las pateras Prometheus y Amirani cubrían la superficie de los alrededores a un ritmo que rondaba los 35-60 m² por segundo, tasa mucho mayor que los 0.6 m² por segundo del Kīlauea en la Tierra.

### Erupciones explosivas

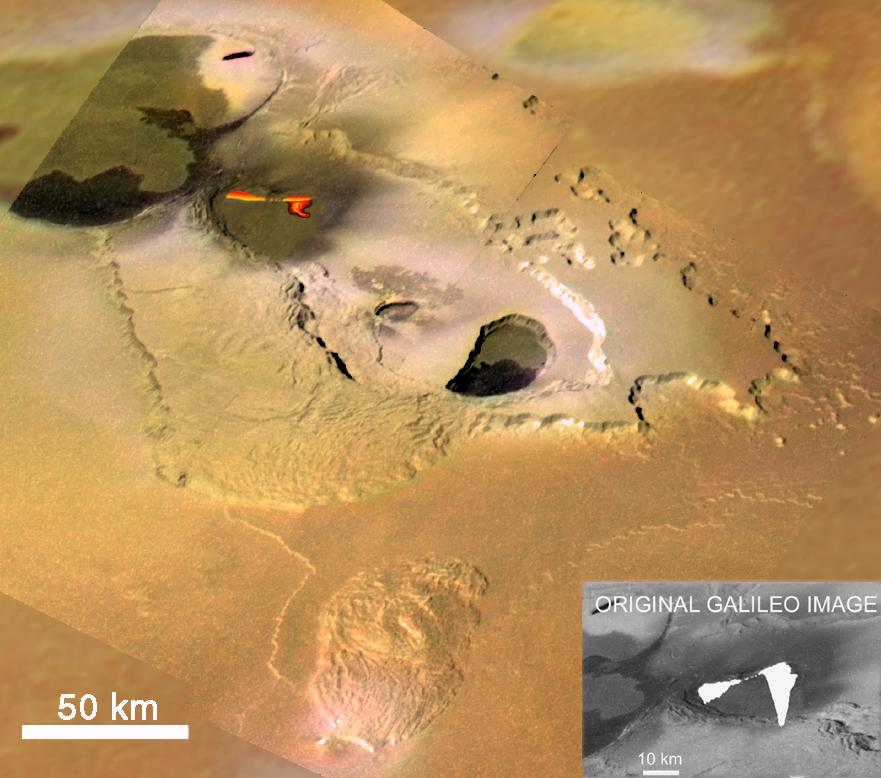
Imágenes tomadas por la nave Galileo en 1999 donde se observan fuentes y flujos de lava en Tvashtar Patera

Las erupciones explosivas son el tipo de erupción más distintivo de Ío. Estas erupciones, a veces conocidas como «estallidos», pueden ser detectadas inclusive desde los observatorios astronómicos de la Tierra y se caracterizan por su corta duración con períodos de actividad de tan solo semanas o meses. Además, las erupciones explosivas se inician rápidamente emitiendo grandes volúmenes de lava y altas emisiones térmicas. Producen un aumento significativo en la emisión global de radiación en el infrarrojo cercano de Ío durante un corto período de tiempo. Hasta ahora, la erupción volcánica más potente que se ha registrado fue el estallido del volcán Surt, el 22 de febrero de 2001, que fue detectado por los observatorios terrestres.
Las erupciones explosivas ocurren cuando un depósito de magma denominado dique, situado en la profundidad de un manto parcialmente fundido, alcanza la superficie donde se había formado una fisura. Esto resulta en expulsiones espectaculares de fuentes de lava. Durante el comienzo de una erupción explosiva, la radiación térmica predominante se sitúa entre 1-3 μm. Esta radiación es producida por la expulsión de grandes cantidades de lava incandescente en las fuentes de lava de la abertura. Las erupciones explosivas que se produjeron en Tvashtar en noviembre de 1999 y febrero de 2007 alcanzaron 25 km de largo y 1 km de altura, y se produjeron en una pequeña patera contenida dentro del enorme complejo de pateras Tvashtar Paterae.
La enorme cantidad de lava fundida expuesta en estas fuentes ha proporcionado a los investigadores una excelente oportunidad para medir la temperatura real de la lava de Ío. Las mediciones arrojaron temperaturas cercanas a los 1600 K (1327 °C), por lo que la lava que predomina en este tipo de erupciones tiene una composición ultramáfica similar a las komatitas del Precámbrico; aunque tampoco se puede descartar que el calentamiento del magma durante su ascenso a la superficie sea un factor en la temperatura de la lava.

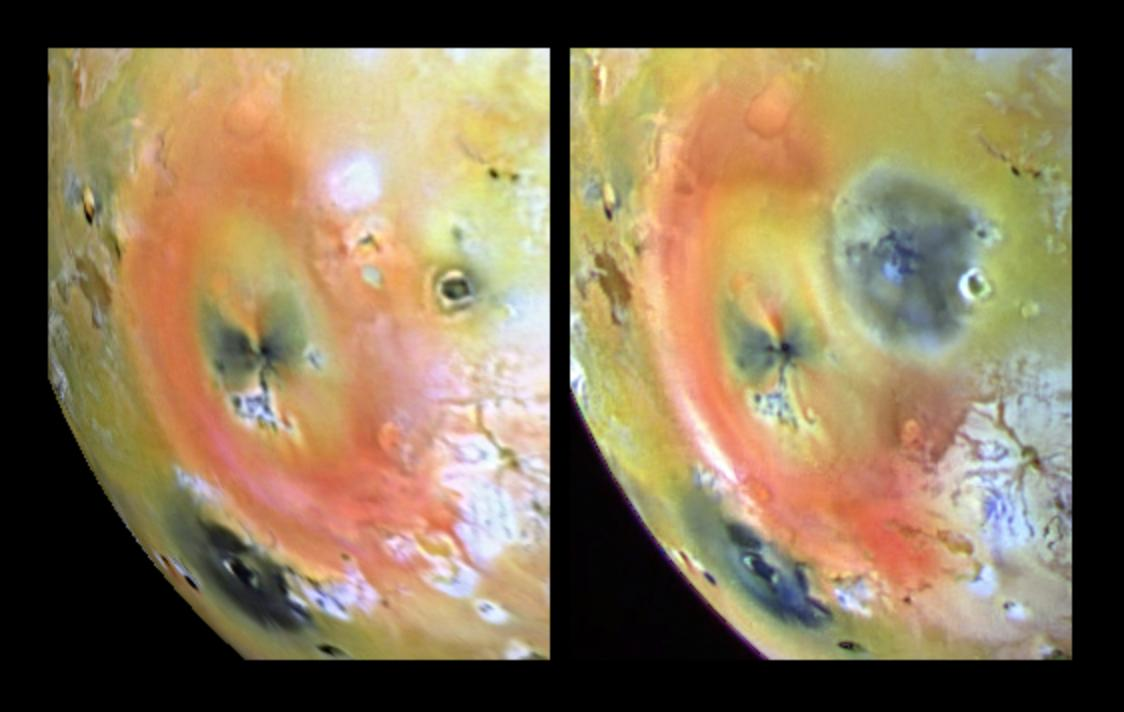
Dos imágenes tomadas por la nave Galileo en 1997 que muestran los efectos de las erupciones explosivas en Pillan Patera

Aunque el período de mayor actividad dura del orden de unos pocos días o semanas, este tipo de erupciones continúan activas hasta pasadas semanas o incluso meses, produciendo voluminosos flujos de lava de silicatos.
En 1997 se originó una gran erupción explosiva en una fisura volcánica al noroeste de Pillan Patera, produciendo más de 31 km³ de lava durante un período de entre 2.5 y 5.5 meses, que posteriormente inundó toda la superficie de Pillan Patera formando un enorme lago de lava. Las observaciones de la sonda Galileo sugieren que durante esta erupción de 1997 el ritmo de expansión de la lava se situó entre 1000 y 3000 m² por segundo. La profundidad del flujo de lava se estima que alcanzó los 10 metros, que comparado al metro de profundidad de los flujos observados sobre las áreas inundadas de Prometheus y Amirani pone de manifiesto su enorme magnitud. La misma sonda registró en 2001 una erupción similar en Thor Patera, donde se pudo observar una rápida expansión de los flujos de lava. Algunos de estos flujos tienen ritmos de expansión similares a los que acontecieron en la erupción del volcán Laki en Islandia durante el año 1783 y otras erupciones basálticas de la Tierra.
Las erupciones explosivas pueden producir breves pero dramáticos cambios en la superficie que rodea el área de la erupción, como la formación de enormes depósitos de plumas y material piroclástico debido a la exsolución del gas en las fuentes de lava. La erupción de Pillan Patera de 1997 produjo un depósito de material de silicato y dióxido de azufre de unos 400 km de ancho. Las erupciones del complejo Tvashtar en los años 2000 y 2007 generaron plumas volcánicas de hasta 330 km de altura, que depositaron un anillo rojizo de azufre y dióxido de azufre de 1200 km de anchura. A pesar de la dramática apariencia de estas estructuras, al no poseer un reabastecimiento continuo de material fundido la región cercana al punto de erupción regresa después de un tiempo a la apariencia que tenía previamente al acontecimiento, ya sea al cabo de varios meses, como Grian Patera, o al cabo de varios años, como Pillan Patera.

## Plumas

Secuencia de imágenes tomadas por la sonda New Horizons donde se observa la pluma volcánica producida por el volcán Tvashtar, que alcanza los 330 km de altura.

El descubrimiento de las plumas volcánicas sobre Pele y Loki en 1979 proporcionó las primeras evidencias de que Ío era geológicamente activo. Generalmente las plumas se forman cuando algunos materiales volátiles como el azufre o el dióxido de azufre son eyectados por los volcanes a velocidades cercanas a 1 km por segundo, creando gigantescas nubes de polvo y gas en forma de paraguas. Otros materiales que pueden encontrarse en las plumas volcánicas son el sodio, el potasio y el cloro. La apariencia de este tipo de plumas volcánicas, las cuales suceden con poca frecuencia, es sorprendente. De los aproximadamente 150 volcanes activos observados en Ío, sólo se han observado plumas en una decena de ellos. El área de alcance de los flujos de lava es limitada, lo que indica que gran parte de su superficie se renueva con el material de las plumas volcánicas.
La tenue atmósfera de Ío está compuesta en su mayor parte por dióxido de azufre (SO2), cuya fuente principal es el vulcanismo y, en particular, las plumas volcánicas. Debido a que las plumas más activas se concentran alrededor del ecuador del satélite, la atmósfera posee mayor grosor y densidad en dicha zona.
El tipo de pluma volcánica más frecuente en Ío es la pluma de polvo, o «plumas del tipo Prometheus», y se producen cuando un flujo de lava a medida que avanza vaporiza las capas subyacentes de dióxido de azufre helado, enviando el material hacia el cielo. Entre los ejemplos de este tipo de plumas cabe destacar los volcanes Prometheus, Amirani, Zamama y Masubi. Estas plumas por lo general no alcanzan los 100 km de altura y emergen a velocidades cercanas a los 0.5 km/s. Son ricas en polvo, con una columna central muy densa y una parte superior de choque, dándole así una forma similar a la de un paraguas. El fenómeno de choque que se produce en la parte superior de la pluma se origina debido a que las partículas que ascienden a velocidades supersónicas colisionan con las que se encuentran descendiendo, provocando así una deceleración repentina que forma un choque alrededor del límite de la velocidad del sonido local. Estas plumas suelen formar depósitos circulares brillantes con radios entre 100 y 250 km que consisten principalmente de dióxido de azufre congelado. Este tipo de plumas suelen originarse en las «erupciones de flujo», por lo que son muy longevas. Cuatro de las seis plumas de tipo Prometheus detectadas por la Voyager 1 en 1979 volvieron a ser vistas posteriormente por la misión Galileo, y más tarde por la misión New Horizons en el año 2007. Aunque las plumas de polvo pueden ser vistas con claridad en las imágenes tomadas por las naves espaciales si se encuentran iluminadas por el Sol (reflejan la luz del espectro visible), algunas de estas plumas poseen un halo exterior mucho más tenue, formadas principalmente por materiales ricos en gases que alcanzan alturas similares a las plumas del tipo Pele (las más elevadas).
No obstante, las plumas más grandes son las «plumas tipo Pele», las cuales se forman cuando el azufre y el dióxido de azufre sufren un proceso de exsolución en el magma, en las aberturas o en los lagos de lava, llevándose consigo material piroclástico de silicato. Las pocas plumas de este tipo que se han observado se han relacionado con las erupciones explosivas, y por tanto su duración es muy corta. La excepción a esto lo constituye el volcán Pele, que está asociado con una erupción de flujo activa del tipo lago de lava y por tanto muy longeva, aunque esta pluma es en ocasiones intermitente. El tipo de plumas Pele está asociado con altas presiones y altas temperaturas en la abertura, lo que genera velocidades de erupción de 1 km/s (casi la mitad de la velocidad de escape del satélite) y le permite alcanzar alturas de entre 300 y 500 km. Forman depósitos rojos de materiales, debido a los sulfuros de cadena corta, y depósitos negros, de silicatos piroclásticos. Ejemplo de ello son las enormes estructuras rojizas en forma de anillo de Pele, con más de 1000 km de diámetro. Por lo general, este tipo de plumas son más tenues que las plumas Prometheus, debido a que poseen menos polvo, y por este motivo en algunos casos se las denomina «plumas sigilosas»; así, algunas de estas plumas sólo pueden ser observadas en imágenes de radiación ultravioleta o durante los eclipses de Júpiter. El poco polvo que puede verse por iluminación solar (en el espectro visible) se genera cuando los gases de azufre y dióxido de azufre se condensan al alcanzar la cima de su trayectoria parabólica. Por este motivo, este tipo de plumas no poseen una densa columna central, a diferencia de las del tipo Prometheus en las cuales el polvo es generado en el mismo punto de expulsión. Algunos ejemplos de plumas tipo Pele son el propio Pele, Tvashtar, y el volcán Grian.